# Comunitat de municipis Plancoët-Plélan
La Comunitat de municipis Plancoët-Plélan (en bretó Kumuniezh kumunioù Plangoed-Plelann) és una estructura intercomunal francesa, situada al departament de les Costes d'Armor a la regió Bretanya, al País de Dinan. Té una extensió de 243,9 kilòmetres quadrats i una població de 18.450 habitants (2006). Fou creada de la unió de les comunitats de municipis de Plancoët Val d'Arguenon i Pays de Plélan

## Composició
Agrupa 18 comunes :
- Bourseul
- Corseul
- Créhen
- Landébia
- La Landec
- Languédias
- Languenan
- Plancoët
- Plélan-le-Petit
- Pléven
- Plorec-sur-Arguenon
- Pluduno
- Saint-Jacut-de-la-Mer
- Saint-Lormel
- Saint-Maudez
- Saint-Méloir-des-Bois
- Saint-Michel-de-Plélan
- Trébédan